# ウイチョル語
ウイチョル語（ウイチョルご; 英: Huichol）とは、メキシコのハリスコ州およびナヤリト州に暮らすウイチョル族の言語である。ナワトル語と同じユト＝アステカ語族に属し、コラ語（英: Cora）と近い関係にあるとされる。

## 音韻論

### 子音
子音は以下の通りである。
| p | t | c | k | kʷ | ' |
|   |   | z |   |    |   |
| m | n |   |   |    |   |
|   | l | r |   |    |   |
| w |   | y |   |    |   |

このうち /z/ は有声そり舌歯擦音であり、文献によっては x や zr と表記される（語例: Wixárika〈ウイチョル族〉）。また McIntosh (1945) は /č/、Palafox Vargas (1978) は更に /b, g, gʷ, rr/ という音素も認められるとしている。

### 母音
母音について、八杉 (1988) は i、e、a、u、ɨ の5種類であるとしているが、これは Palafox Vargas (1978) による /i , e, a, ë, ü, u, Vː/ を受けた上で八杉が ü を /ɨ/、ë を /ə/ であると推定したものである。
ɨ は ʌ で表される場合がある。
例:
- 〈子供たち〉tʌʌrí[4] : tɨɨ-ri[3]

### 超分節音素
八杉 (1988) はアキュートで表される高声調と、特に目印のない低声調の2種類の声調が存在するとしている。しかし、言語学者によるものではないがたとえば Furst (1996:59) のように超分節的な区別を強勢と捉え、存在するのは強勢が置かれる音節の違いであると説明する文献も存在する。
例:
- téiwari〈隣人、メスティーソ〉: tewarí〈祖父〉[5]

## 文法

### 形態論
Dryer (2013) は屈折形態論（英: inflectional morphology）における接頭辞と接尾辞の度合について Grimes (1964:passim) を参照しているが、いずれも同じ程度であるとしている。

#### 名詞
名詞には所有や複数性を表す接辞が付加される場合がある。

##### 所有
所有を表す要素は、基本的に三人称単数のものを除くほぼ全てが接頭辞として現れる。
| 一人称 | ne- | ne- | ne- | ta- | ta- |
| 二人称 | ʔa- | ʔa- | ʔa- | yu- | ze- |
| 三人称 | -ya | -na | yu- | yu- | wa- |

##### 複数
ウイチョル語で複数を表す要素は基本的に接尾辞で標示されるが、これには様々な種類が存在する。最も使用範囲が広いのは -te で、最近になって借用されたスペイン語由来の語幹などにつけられる。そのほかには -ri、-ci、-zi、-ma、-ciizi、-riizi が見られ、このうち -ma は親族名を表す語に用いられる。
例:
- záa+riu-te - 数台のラジオ (< 西: radio)
- qázú-ri - 鷺たち
- mázá-ci - 鹿たち
- téi+wárii-zi - メスティーソたち
- taa+-tewaríi-ma - 我々の祖父たち
- zinúurá-ciizi - メスティーソの女たち (< 西: señora)
- tácíu+-ríizi - 兎たち

なお、語彙によっては単数形と複数形とで語幹自体が全く異なるものも存在する。
例:
- núnúuci〈子供〉: tʌʌrí〈子供たち〉[4]

#### 動詞
動詞の主語は接頭辞で表され、それは以下の通りである。
|        | 単数 | 複数 |
| ------ | ---- | ---- |
| 一人称 | ne-  | te-  |
| 二人称 | pe-  | ze-  |
| 三人称 | ø-   | me-  |

三人称単数が主語の場合、接頭辞は付加されない。
例:
- ne-mác-ta-kʷa-ni〈私は君を食べるだろう〉:  mac-tá-kʷa-ni〈彼は君を食べるだろう〉[3]

### 統語論

#### 語順
語順は「主語-述語-目的語」であるが、述語となる動詞句は「主語-目的語-動詞」の順であり、この動詞句のみでも文として成立し得る。

## 語彙

### 親族名称
ウイチョル族は祖父と孫世代の間の関係性については同一性、平等性、相互性のあるものと考えており、親族名称は一方の世代からもう一方の世代に向けて全く同一のものが使用され得る。ウイチョル語で tewaríi（あるいは tewarí や teʼvali とも）は〈祖父〉と〈孫〉、〈大おじ〉と〈甥または姪の息子〉を男性同士で相互に表す語彙であるが、ほかにも〈祖父母〉と〈孫（娘）〉の両方を表す teukári が存在し、あるウイチョル族は、祖父と孫とは同じ肉体からなる存在であり、互いを Neteukari〈私の teukári〉と呼び合うと述べている。ただし、類似する特徴を持つ語彙を有する言語はウイチョル語のみに限らず、他にもインドネシアのマルク州南東部で話されているケイ語（Kei）やフォルダタ語（Fordata）、ヤムデナ語（Yamdena）といったオーストロネシア諸語、バヌアツのビスラマ語（Bislama）、パプアニューギニアのウサルファ語（Usarufa）でも確認されている。